# آرثر ر. ريتشاردسون
آرثر ر. ريتشاردسون هو سياسي كندي، ولد في 13 مايو 1862، وتوفي في 7 يناير 1936. انتخب عضو مجلس نواب نوفا سكوتيا.